# Foreste
Foreste település Franciaországban, Aisne megyében. Lakosainak száma 164 fő (2022. január 1.). Foreste Beauvois-en-Vermandois, Douchy, Germaine, Villers-Saint-Christophe, Douilly és Ugny-l’Équipée községekkel határos.

## Népesség
A település népességének változása:
| Lakosok száma | 170  | 199  | 165  | 175  | 177  | 173  | 165  | 163  | 159  | 164  |
|               | 1968 | 1982 | 1990 | 2006 | 2013 | 2015 | 2017 | 2019 | 2020 | 2022 |